# Clemensia plumbeifusca
Clemensia plumbeifusca là một loài bướm đêm thuộc phân họ Arctiinae, họ Erebidae.